# Min fantastiska väninna
Min fantastiska väninna (italienska: L'amica geniale) är en italiensk-amerikansk miniserie i genren drama, baserad på bokserien Neapelkvartetten av Elena Ferrante. Den första säsongen består av åtta avsnitt och täcker den första boken Min fantastiska väninna i serien. Miniserien samproduceras av amerikanska HBO och italienska RAI samt TIMvision. Den hade premiär på HBO den 18 november 2018. I Sverige visades miniserien på HBO Nordic. Den andra säsongen väntas täcka den andra boken Hennes nya namn.

## Rollista (i urval)

### Huvudroller
- Elisa Del Genio – Elena "Lenù" Greco som ung[6]
- Ludovica Nasti – Raffaella "Lila" Cerullo som ung[6]
- Gaia Girace – Raffaella "Lila" Cerullo som tonåring[6]
- Margherita Mazzucco – Elena "Lenù" Greco som tonåring[6]
- Anna Rita Vitolo – Immacolata Greco, Elenas mamma
- Luca Gallone – Vittorio Greco, Elenas pappa
- Antonio Milo – Silvio Solara, ägare av baren Solara, och Manuelas man
- Imma Villa – Manuela Solara, Silvios fru
- Alessio Gallo – Michele Solara, Silvio och Manuelas son
- Valentina Acca – Nunzia Cerullo, Lilas mamma
- Antonio Buonanno – Fernando Cerullo, Lilas pappa
- Dora Romano – Miss Oliviero, Elena och Lilas lärare

## Soundtrack
Soundtracket till miniserien komponerades av Max Richter och släpptes den 7 december 2018 för digital nedladdning.
Låten "Elena & Lila" släpptes som singel den 30 november 2018.
| Nr           | Titel                 | Längd |
| ------------ | --------------------- | ----- |
| 1.           | Elena & Lila          | 4:53  |
| 2.           | Whispers              | 3:41  |
| 3.           | Your Reflection       | 3:35  |
| 4.           | The Days Go By        | 2:43  |
| 5.           | Interior Dialogues    | 1:37  |
| 6.           | In the Dark           | 2:30  |
| 7.           | In Spite of All       | 2:10  |
| 8.           | Brilliant Clouds      | 1:11  |
| 9.           | In Remembrance of You | 4:57  |
| 10.          | Shimmering Clouds     | 1:15  |
| 11.          | She Was Running       | 2:08  |
| 12.          | Our Reflection        | 5:35  |
| Total längd: | Total längd:          | 36:15 |

### Övrig musik
Alla låtar är komponerade av Max Richter.
| 1.  | Elena & Lila                                                                             |                              | 4:54 |
| 2.  | Spring 1 (från albumet Recomposed by Max Richter: Vivaldi – The Four Seasons, 2012)      | Max Richter, Antonio Vivaldi | 2:31 |
| 3.  | Summer 2 (från albumet Recomposed by Max Richter: Vivaldi – The Four Seasons, 2012)      | Max Richter, Antonio Vivaldi | 3:59 |
| 4.  | Cypher (från singeln Cypher, 2018)                                                       |                              | 7:43 |
| 5.  | Aria 2 - Pt. 1 (från albumet Sleep, 2015)                                                |                              | 1:19 |
| 6.  | Infra 5 (från albumet Infra, 2010)                                                       |                              | 5:16 |
| 7.  | Infra 8 (från albumet Infra, 2010)                                                       |                              | 3:21 |
| 8.  | Love Song (Cascade) (från albumet Perfect Sense, 2011)                                   |                              | 1:02 |
| 9.  | Organum (från albumet The Blue Notebooks, 2004)                                          |                              | 3:13 |
| 10. | Dream 13 (Minus Even) (från albumet From Sleep, 2015)                                    |                              | 8:52 |
| 11. | Vladimir's Blues (från albumet The Blue Notebooks, 2004)                                 |                              | 1:18 |
| 12. | Iconography (från albumet The Blue Notebooks, 2004)                                      |                              | 3:38 |
| 13. | Chorale/Glow - Pt. 1 (från albumet Sleep, 2015)                                          |                              | 2:00 |
| 14. | Circles from The Rue Simon - Crubellier (från albumet 24 Postcards in Full Colour, 2008) |                              | 1:04 |
| 15. | Dream 19 (Pulse) - Pt. 6 (från albumet Sleep, 2015)                                      |                              | 3:17 |
| 16. | Interior Dreams an Idea (från albumet Henry May Long, 2008)                              |                              | 2:18 |
| 17. | Kierling/Doubt (från albumet 24 Postcards in Full Colour, 2008)                          |                              | 0:50 |
| 18. | Space 11 (Invisible Pages Over) (från albumet Sleep, 2015)                               |                              | 5:15 |
| 19. | Space 17 (Chains) - Pt. 7 (från albumet Sleep, 2015)                                     |                              | 1:08 |
| 20. | Space 21 (Petrichor) (från albumet From Sleep, 2015)                                     |                              | 4:47 |
| 21. | Sublunar - Pt. 1 (från albumet Sleep, 2015)                                              |                              | 1:29 |

## Avsnittslista
| Avsnitts-nummer | Titel                                  | Regisserad av    | Skriven av                                                             | Sändningsdatum   | Antal milj. tittare (USA) |
| --------------- | -------------------------------------- | ---------------- | ---------------------------------------------------------------------- | ---------------- | ------------------------- |
| 1               | "The Dolls" "Le bambole"               | Saverio Costanzo | Elena Ferrante, Francesco Piccolo, Laura Paolucci och Saverio Costanzo | 18 november 2018 | 0.242                     |
| 2               | "The Money" "I soldi"                  | Saverio Costanzo | Elena Ferrante, Francesco Piccolo, Laura Paolucci och Saverio Costanzo | 19 november 2018 | 0.128                     |
| 3               | "The Metamorphoses" "Le metamorfosi"   | Saverio Costanzo | Elena Ferrante, Francesco Piccolo, Laura Paolucci och Saverio Costanzo | 25 november 2018 | 0.244                     |
| 4               | "Dissolving Margins" "La smarginatura" | Saverio Costanzo | Elena Ferrante, Francesco Piccolo, Laura Paolucci och Saverio Costanzo | 26 november 2018 | 0.151                     |
| 5               | "The Shoes" "Le scarpe"                | Saverio Costanzo | Elena Ferrante, Francesco Piccolo, Laura Paolucci och Saverio Costanzo | 2 december 2018  | 0.291                     |
| 6               | "The Island" "L'isola"                 | Saverio Costanzo | Elena Ferrante, Francesco Piccolo, Laura Paolucci och Saverio Costanzo | 3 december 2018  | 0.210                     |
| 7               | "The Fiancés" "I fidanzati"            | Saverio Costanzo | Elena Ferrante, Francesco Piccolo, Laura Paolucci och Saverio Costanzo | 9 december 2018  | 0.318                     |
| 8               | "The Promise" "La promessa"            | Saverio Costanzo | Elena Ferrante, Francesco Piccolo, Laura Paolucci och Saverio Costanzo | 10 december 2018 | 0.228                     |

1. 1 2  Titeln som visas i avsnittet efter öppningssekvensen i de internationella versionerna (som visades på HBO) av avsnitt 3 och 4, är något annorlunda än vad som listats på HBO. Titlarna är "Metamorphoses" respektive "Dissolving Boundaries"